# Ыджыдъяг
Ыджыдъяг (коми Ыджыдъяг) — деревня в Удорском районе Республики Коми. Входит в состав сельского поселения Кослан.

## География
Деревня находится на левом берегу реки Мезень, напротив села Кослан, административного центра района.

### Часовой пояс
Деревня Ыджыдъяг, как и вся Республика Коми, находится в часовой зоне МСК (московское время). Смещение применяемого времени относительно UTC составляет +3:00.

## Население
| 2010 |
| ---- |
| 240  |

### Национальный состав
Согласно результатам переписи 2002 года, в национальной структуре населения коми составляли 77 % из 330 чел.